# フェルナンド7世治世下のスペイン

スペイン王国
Reino de España (スペイン語)

国の標語: Plus Ultra（ラテン語）
更なる前進国歌: Marcha Real（スペイン語）
国王行進曲

Himno de Riego（スペイン語）
リエゴ賛歌（1822年 - 1823年）
カディス・コルテスにおけるスペイン王国の領土

| 先代         | 次代 |
| ------------ | --- |
| スペイン王国 | スペイン王国 リオ・デ・ラ・プラタ諸州連合 チリ 大コロンビア ペルー保護領 メキシコ第一帝政 スペイン人ハイチ共和国 ボリバル共和国 スペイン王国 |
フェルナンド7世治世下のスペイン（スペイン語: Reinado de Fernando VII de España）は、スペイン史上、フェルナンド7世が君臨した1808年3月19日から5月6日まで、また1814年から1833年までの時代を指す。この当時、同国はブルボン朝の絶対王政の復活を経験したことから絶対主義王政復古（スペイン語: restauración absolutista）とも呼ばれる。
フランスの占領に対する独立戦争の後、1813年10月にマドリードでコルテスが開かれた。そのすぐ後、ナポレオンはヴァランセ条約でフェルナンド7世をスペイン国王として承認した。フェルナンド7世はスペイン国民の圧倒的支持を受けて、1814年3月22日にバレンシア経由で首都へ戻った。その時、王党派の中心から絶対王政復活を求める声明「ペルサス宣言」を受け入れた。

## 絶対主義の六年間

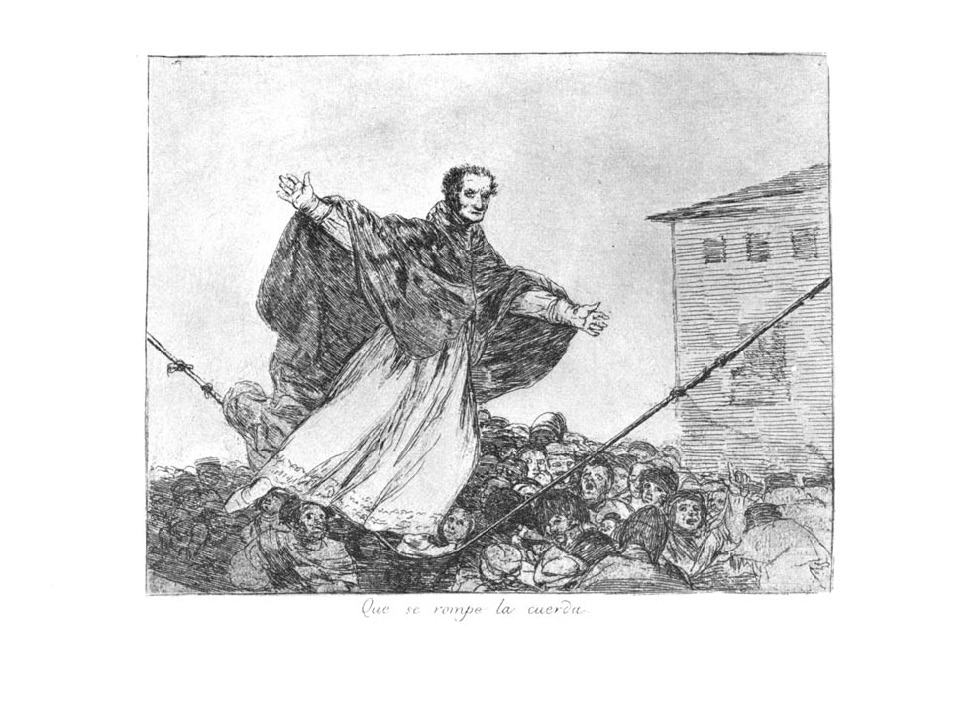
《綱が切れるぞ》（ゴヤ作『戦争の惨禍』《強調されたカプリーチョス》の部第77番）。フェルナンド7世の王政復古を暗示している。の指摘によるとこの版画は綱渡りをする高位聖職者代表、すなわち教皇を表している（プラド美術館所蔵のデッサン）

1814年5月4日、フェルナンド7世はカディス・コルテスとそこで制定された1812年憲法の無効を宣言した。ここに「絶対主義の六年間（Sexenio Absolutista）」が始まった。
もとより、憲法無効の宣言に対して国王に反抗の意を表した者はごく少数であった。自由主義的軍人らは逮捕され、マドリードで騒擾が若干発生したが軍隊により速やかに鎮圧された。カスティーリャ枢密院が再建され、市長職が廃止され、総監領制が再建された。イエズス会も復権し、異端審問が復活した。
その後数年間、フェルナンド7世の絶対王政に反対する自由主義者らのプロヌンシアミエントが相次ぎ、1814年にエスポス・イ・ミナ、1815年にディアス・ポルリエル、1817年にラシ将軍の発したものが最も有名であるが、いずれも成功には至らなかった。
しかし、1820年1月1日、ラファエル・デル・リエゴ大佐が自由主義派将校たちとともに1812年憲法の復活を要求した。デル・リエゴの軍隊は、反王政の蜂起が始まるものと期待しながらアンダルシアの各都市に行軍したが、地方の人々は関心を示さなかった。しかしガリシアでも憲法復活を要求する反乱が発生し、反乱はスペイン各地へと広がった。3月7日にはバリェステロス将軍の反乱軍がマドリードの王宮を包囲した。3月10日、フェルナンド7世は自由主義憲法を受け入れることを余儀なくされ、「自由主義の三年間（Trienio Liberal）」が始まった。

## 自由主義の三年間

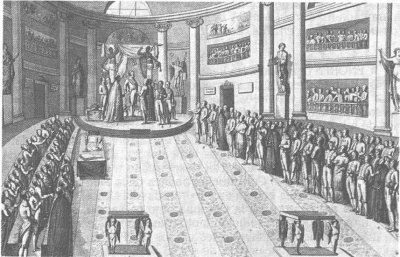
立憲革命時に開かれたコルテス

新政府がカディス憲法を復活して旧体制下に逮捕された自由主義者らを釈放すると、国王は新政府の課題を混乱させるために王党派と共謀した。王党派は改組して、新たなる絶対王政復活の拠点としてカタルーニャでウルヘル摂政府を組織するに至った。

### 法制・経済・社会改革
王党派との対立は自由主義政府が直面する問題の一つではあっても、唯一の問題ではなかった。しかし、所期の目標の一部は達成された。
法制分野では、自由主義派が三大改革を推し進め、初めて近代刑法が確立され、初めてスペイン国内の地方区分の境界が確定され、兵役義務が確立された。
経済分野では、取引の促進のために国内関税が撤廃され、産業の自由のためにギルドの特権が廃止され、啓蒙主義者らによって提示されていた指針に従って教会財産の没収や財政改革が行われた。
社会分野では、フェルナンド7世によって復活されていた異端審問が制限され、大学まで含む三段階の無償公教育が導入された。

### 自由主義派の没落
自由主義派は左右両翼との政治的対立に直面した。一方は王党派で、国王自身の指導の下に体制が整えられ、政府の施策で痛手を受けた教会の支援を得た。もう一方は自由主義派のうち"exaltados"（「有頂天の人々」の意）と呼ばれる急進派で、出版物の多くを駆使して王政の廃止を主張したことから、自由主義派はこの一派ともにらみ合う羽目となった。
このような状況に加え、1822年のコルテスの選挙でリエゴが勝利したこと、各国の国内秩序を乱す民主主義運動がヨーロッパを動揺させていたことから、フェルナンド7世は、ウィーン会議の命題に基づき、ロシア、プロイセン、オーストリア、フランスなど各国の君主間で結ばれていた神聖同盟に参加して絶対王政の再建を図った。
1822年、神聖同盟は、すでにナポリとピエモンテへの干渉（トロッパウ会議とライバッハ会議の決議に基づくカルボナリ弾圧）を決行していたように、スペインにも干渉することを決定した（ヴェローナ会議）。1823年1月22日にはフェルナンド7世を絶対君主として復権させるためにフランスがスペインに出兵することを許可する密約が結ばれた。

### アメリカ植民地の独立過程
進歩的・自由主義的な新思想は、ヨーロッパでは厳しく弾圧されたが、アメリカの隅々まで伝播した。ラテンアメリカのスペイン植民地のブルジョワジーはイギリス領の脱植民地化を例にとって独立に積極的であり、ただそのきっかけを欠いていたが、ホセ1世の権威と正統性の欠如が南米独立戦争を正当化するきっかけとなった。クリオーリョ（ラテンアメリカ生まれのスペイン人）は大きな経済力を持っていたが、ペニンスラール（本国生まれのスペイン人）に比べて政治的・法的領域で差別を受けており、人口の大半を占めるクリオーリョの不満が反乱の根本的な要因であった。
1810年、ブエノスアイレスで政権がフンタの手に落ちた（五月革命）。1811年7月5日、ベネズエラが独立を宣言した。パラグアイも独立を宣言し、メキシコは独立革命の最中にあった。
サン・マルティンとボリバルは数々の局面でスペイン軍を撃退した。1814年から1823年にかけて、コロンビア、チリ、メキシコその他すべての中米諸国で独立宣言が相次いだ。ペルー独立戦争におけるアヤクーチョの戦いでスペインの大陸支配の終わりは決定的となった。

### 聖ルイの十万の息子たち
1823年4月7日、フランスは「聖ルイの十万の息子たち (les cent mille fils de Saint Louis) 」と呼ばれる干渉軍を送り込んでスペインを急襲した。自由主義派の組織した軍隊はカタルーニャで完敗したため、フランス軍は難なくマドリードに入城することができた。政府はアンダルシアに逃れてカディスに避難した。自由主義派は、スペイン人の権利の尊重を国王が誓約することと引き換えに降伏することを持ちかけ、フェルナンド7世はこれを受け入れた。

## 忌むべき十年間

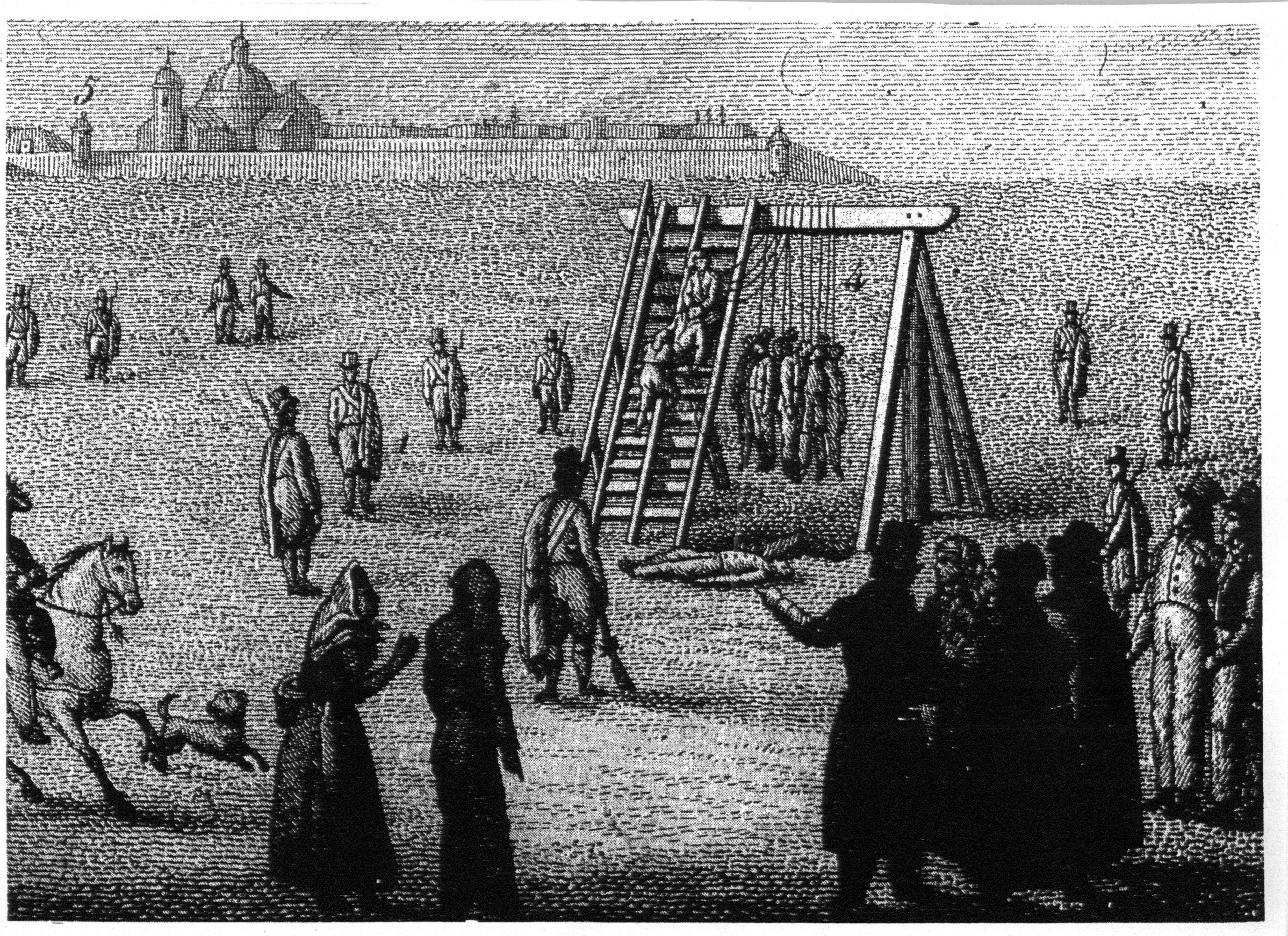
立憲革命終結後、カタルーニャ総監エスパーニャ伯爵指揮下の警察隊の立会いの下に行われた、バルセロナ要塞近郊での自由主義者弾圧

1823年10月1日、フランス軍の後押しに触れたフェルナンド7世は、誓約を反故にして改めて1812年憲法を破棄し、自由主義政府の行為と施策の無効を宣言した。ここに「忌むべき十年間（Década Ominosa）」（1823年 - 1833年）が始まった。
ラファエル・デル・リエゴ、フアン・マルティン・ディエス、マリアナ・ピネダその他もろもろの自由主義派の指導者が処刑され、それ以外の多くはフランスなどに亡命するなど（これらの亡命者の中でも最も有名なのが画家のゴヤである）、自由主義者弾圧は半島全体に及んだ。異端審問は一旦消滅したが、恩赦・司法省が教区信仰裁判所 (es:Tribunal de la Fe diocesano) を設置したことにより形を変えて復活した。

### 経済危機と王位継承
1832年以降、経済危機と王位継承問題がスペインの主要な問題となっていた。絶対王政下の経済自由化の試みは失敗していた。これに加えて王位継承問題は未解決であった。1713年以来のサリカ法に基づく王位継承法により女子は王位継承から排除されていたが (es:Reglamento de sucesión de 1713) 、1789年にカルロス4世が国事詔書を制定してこれを改め (es:Pragmática Sanción de 1789) 、1830年にフェルナンド7世が国事詔書でこれを公示した。フェルナンド7世には二人の王女がいたが、極端な絶対王政派は王弟のカルロスの下に結集してその即位を求める動きを起こした。病に伏したフェルナンド7世は王妃マリア・クリスティーナを摂政役にしていたが、王位継承への協力を得るため、巧みにも長女のイサベルが自由主義的で穏健な立憲制に復帰することを約束するのと引き換えに自由主義派に同盟を求めた。
1833年のフェルナンド7世の死後、カルロスがカルロス5世として国王を自称する一方、フェルナンド7世の長女のイサベル2世が正統な王位継承者として王位を保持したことから、スペイン王位をめぐるカルリスタ戦争の時代が幕を開け、絶対主義王政復古は幕を閉じた。